# Анастасія (імператриця)
Анастасія (*'бл. 650 — після 711) — візантійська імператриця.

## Життєпис
Про походження нічого невідомо, можливо походила з італійської або сицилійської знаті. У середині 660-х років вийшла заміж за Костянтина, сина імператора Константа II. У 668 році після смерті останнього та придушення заколоту Мецентія перебирається до Константинополя. Того ж року отримала титул августи.
Після смерті чоловіка у 685 році новим імператором став старший син Анастасії — Юстиніан II. Невдовзі імператриця Анастасія стикнулася зі Стефаном Перським, який проводив жорстоку політику стягування податків. В подальшому Анастасія фактично перейшла в опозицію до внутрішньої політики сина. Напевне це сприяло тому, що після повалення імператора у 695 році Анастасія зуміла зберегти свій статус.
У 705 році Юстиніан II повернувся на імператорський трон, але продовжив політику першого володарювання. Мати не мала на нього жодного впливу. У 711 році під час заколоту проти імператора, вона намагалася врятувати онука — співімператора Тиберія, але марно — того було вбито. Подальша доля Анастасії невідома.

## Родина
Чоловік —
Діти:
- Юстиніан (669—711), імператор
- Іраклій (670/672—д/н)